# Walcha Shire
Walcha Shire är en kommun i Australien. Den ligger i delstaten New South Wales, i den sydöstra delen av landet, omkring 300 kilometer norr om delstatshuvudstaden Sydney. Antalet invånare var 3 092 vid folkräkningen 2016.
Följande samhällen finns i Walcha Shire:
- Walcha
- Nowendoc